# 蓋勒埃什蒂鄉
47°01′N 26°49′E / 47.017°N 26.817°E
蓋勒埃什蒂鄉（羅馬尼亞語：Comuna Gherăești, Neamț），是羅馬尼亞的鄉份，位於該國東北部，由尼亞姆茨縣負責管轄，面積31平方公里，海拔高度207米，2007年人口6,576，人口密度每平方公里214人。